# Broad Hinton
Broad Hinton – wieś w Anglii, w hrabstwie Wiltshire. Leży 46 km na północ od miasta Salisbury i 120 km na zachód od Londynu. W 2001 miejscowość liczyła 630 mieszkańców.